# فوتينياسكو
فوتينياسكو هي بلدية (كوميون) في مقاطعة كونيو في منطقة بيدمونت الإيطالية، وتقع على بعد قرابة 60 كيلومتر (37 ميل) جنوب تورينو وقرابة 20 كيلومتر (12 ميل) شمال كونيو.
تقع فوتينياسكو على حدود بلديتين أخريين هما سافيليانو وفيلافاليتو.